# 니우암스테르담 (수리남)
니우암스테르담(네덜란드어: Nieuw Amsterdam)은 수리남의 도시이다.